# بالتو (فلم)
بالتو (بالإنجليزية: Balto) هو فيلم رسوم متحركة من إنتاج يونيفرسال بيكشرز، صدر في عام 1995 استنادًا إلى الأحداث الحقيقية التي وقعت في ألاسكا في عام 1925.

## القصة
يروي الفيلم القصة الحقيقية للكلب الضال (بالتو) المنبوذ من البشر وحتى من أبناء جنسه ؛ لأنه كلب مذءوب ، إلا أنه يتمكن من تكوين صداقة غريبة مع الأوزة (بوريس) ، والدبين القطبيين (موك) ، و(لوك) ، ورغم انعزاله عن بقية الكلاب في المنطقة التي يعيش فيها إلا أنه لا يسلم من إيذاء الكلب (ستيل) ، الذي يقود مجموعة كبيرة من الكلاب بسبب تنافسها للفوز بقلب الكلبة (جينا) ، وتتوالى الأحداث ، ويتحول الكلب (بالتو) لبطل عظيم نتيجة توليه مهمة صعبة .

## وصلات خارجية
- مقالات تستعمل روابط فنية بلا صلة مع ويكي بيانات